# 나태섭
나태섭(羅泰燮, 1901년 6월 26일~1989년 5월 9일)은 한국의 독립운동가이다.

## 생애

### 일제 강점기
평양고등보통학교를 거쳐 1922년 경성 보성전문학교를 나온 후 만저우에 건너가 1924년 신흥무관학교를 나온 그는 1927년 5월 난징(南京)을 거쳐 상하이(上海)로 망명하였으며 1930년에는 한인애국단 조직에 참여하였다. 이후 1934년 중국낙양군관학교(中國洛陽軍官學校) 제3기와 남경중앙육군군관학교(南京中央陸軍軍官學校) 제10기, 육군기계화교경학교(陸軍機械化交輕學校) 등을 졸업하였다. 또한 같은 해인 1934년 한국독립당(韓國獨立黨)에 입당하여 한국청년단 단장으로 활동하였다. 한국독립당은 1930년 김구(金九)·안창호(安昌浩)·조완구(趙琬九)·이동녕(李東寧)·차이석(車利錫) 등이 주동을 이루어 조직한 정당으로서 일본의 모든 침략 세력을 박멸하여 국토와 주권을 완전히 회복하고 정치, 경제, 교육의 균등을 기초로 하는 신민주 국가를 건설할 것을 표방하는 민족진영의 단합을 위한 새로운 독립운동 단체이다. 그는 1935년 광서지방(廣西地方)에서 초모정보공작활동에 참여하였으며, 1936년 11월 임시의정원 황해도 의원으로 피선되어 1940년 9월까지 역임하였다. 1938년 7월 임시정부 군사위원으로 피선되었고, 같은 해 임시정부가 중경(重慶)으로 이전하게 됨에 따라 김구(金九)·조성환(曺成煥) 등과 함께 선발대로 중경(重慶)에 가서 판사처(辦事處)를 설치하여 임시정부 산하에 있는 교포 가족들의 이주를 주선하였다. 1939년 11월에 그는 조성환(曺成煥)·황학수(黃學秀)·이준식(李俊植) 등 군사위원 및 장교 18명과 함께 화베이 지구에 파견되어 병사 모집과 독립군 군사 훈련을 시작하게 되었다. 한편 당시의 주변정세를 살펴보면, 중일전쟁이 점차 격화되어 국제정세는 많은 변동과 혼란에 빠져 있었다. 침략주의 세력인 독일과 이태리는 그들의 야망 달성을 위하여 5월에 독이(獨伊)군사동맹을, 8월에는 독소(獨蘇) 불가침조약을 체결하고 9월 폴란드 침공을 개시함으로써 제2차 세계대전이 발발하였다. 중국에서는 중국 국민당의 거두이며 정부의 행정원장 등 요직을 역임한 바가 있는 왕정위(汪精衛)가 피난 수도 중경(重慶)을 탈출하여 일본군 점령지구인 상해(上海)에서 소위 국민당 제6차 전당대회를 개최하고 중경정부의 항일정책에 대하여 반기를 들었을 뿐만 아니라, 1940년 3월 남경(南京)에 친일 괴뢰정부를 세우는 어처구니없는 사태가 발생하였다. 이와 같은 국제정세와 주변정세의 변화는 우리 독립운동 진영의 보다 단결된 역량과 시급한 참전을 요구하게 되었다. 임시정부는 독립군장병의 양성도 긴급한 일이었으나 그것을 뒷받침할 정치적 세력의 단합과 통일이 역시 시급한 일이 아닐 수 없었다. 이런 시대적 요구에 따라 임시정부를 중심으로 하는 민족진영 3당이 통합작업을 전개하였다. 즉 한국국민당, 한국독립당, 조선혁명당의 3당 대표들이 1940년 5월 합당을 합의하고 통일된 단체명을 한국독립당으로 결정하였다. 이 통합된 한국독립당은 당의(黨議)에서 『혁명적 수단으로 포학한 일본의 침탈세력을 박멸하고 우리의 국토 주권을 완전히 광복』할 것을 선언하였으며 당의 강령에서 『국방군을 편성하기 위하여 국민 의무 병역을 실시』하고 『장교 및 무장 대오를 통일 훈련하여 광복군을 편성한다』라 하여 군대를 조직하여 대일항전에 임할 것을 결의하였다. 이에 따라 한국독립당은 국군창설 문제를 협의한 후 한국독립당 중앙집행위원장 김 구(金九)의 이름으로 광복군 편성계획서를 작성하여 중국국민당위원장 장개석(蔣介石)에게 제출하여 중국 정부의 양해와 협조를 구하였다. 당시 중국에서는 장개석이 정부의 총통과 군사위원장을 겸임하고 있으므로 계획서가 장개석에게 제출된 것이다. 이와 같은 우리의 계획은 중국측으로 볼 때에도 매우 환영할 만한 일이었으므로 중국에서도 적극 지원하게 되어, 1940년 9월 17일 중경(重慶)의 가릉강(嘉陵江)기슭 가릉빈관(嘉陵賓館)에서 대한민국 국군으로서의 대한광복군 총사령부 성립식이 거행되었는데 이때 그는 대한광복군 총사령부 주계장(主計長)에 임명되었다. 그러나 광복군의 당면공작을 추진하기 위해서는 여러 가지 여건으로 보아 광복군 총사령부를 중경으로부터 전방으로 이전하는 것이 좋다는 대한 임정의 방침에 따라 산시 성 서안(陝西省 西安)으로 총사령부를 이전하게 되었다. 대한광복군이 창설될 당시에는 3개 지대를 편성하였는데, 1개지대를 1개사단으로 육성하여 제1차적으로 3개사단 약 3만 명의 병력을 양성하는 것이 목표였다. 따라서 광복군의 활동은 무엇보다도 광복군을 모집하는 초모활동이 그 주된 활동이었다. 그러므로 전후방 또는 일본군의 점령지에서 한국청년을 포섭하여 훈련시킨 후 광복군에 입대시키거나 일본군에 편입되어 있는 한국청년을 탈출시켜 광복군에 입대시키는 등, 활동을 전개하였다. 1940년 11월에 그는 대한광복군 제2지대 편성간부로 임명되어 고운기(高雲起), 지달수(池達洙), 유해준(兪海濬) 등과 중화민국 허난 성 정저우에서 독립군 공작 관련 활동을 하던 중 1945년 조선 광복을 목도하였다.

### 조선 광복 후 행보
그는 1946년 대한민국 귀국 후 대한광복군 대령 전역하였으며 1946년에서 1948년까지 한국독립당 상임고문 직위를 역임하였고 1948년에서 1970년까지 한국독립당 상임고문 겸 최고위원 직위를 역임하였으며 그 와중 1956년 대한민국 국방대학교 1기 행정학사 학위하였다.

## 국가 수훈
대한민국 정부에서는 그의 공훈을 기리고자 1977년 대한민국 건국훈장 독립장을 수여하였다.